# Opius retracticauda
Opius retracticauda är en stekelart som beskrevs av Maximilian Fischer 1972. Opius retracticauda ingår i släktet Opius och familjen bracksteklar. Inga underarter finns listade i Catalogue of Life.